# 顧鏞 (知府)
顾镛，吴县人，是一名清朝政治人物。
顾镛曾于顺治十四年接替张彦珩任兴化府知府一职，顺治十七年由李英接任。